# Les Verts (Danemark)
Pour les articles homonymes, voir Les Verts.
Les Verts (De Grønne) est un ancien parti vert danois. Fondé en octobre 1983,, il participe pour la première fois aux élections locales de 1985. C'est un membre fondateur du Parti vert européen.

## Historique et dissolution
En 2008, le parti est exclu de ce groupe européen, du fait de sa volonté de coopérer lors des élections européennes de 2009 au Danemark avec le Mouvement populaire contre l'Union européenne, qui siège dans le groupe parlementaire de la Gauche unitaire européenne-Gauche verte nordique, et non au sein du groupe des Verts européens-Alliance libre européenne.
Le parti est dissous en décembre 2014. Certains anciens membres tentent de former un nouveau parti vert danois – Det Grønne Parti i Danmark. En 2015, le site officiel semble avoir été supprimé.